# I liga urugwajska w piłce nożnej (1902)
- Mistrz Urugwaju 1902: Club Nacional de Football
- Wicemistrz Urugwaju 1902: CURCC Montevideo
- Spadek do drugiej ligi: nikt nie spadł
- Awans z drugiej ligi: nikt nie awansował

Mistrzostwa Urugwaju w roku 1902 były mistrzostwami rozgrywanymi według systemu, w którym wszystkie kluby rozgrywały ze sobą mecze każdy z każdym u siebie i na wyjeździe, a o tytule mistrza i dalszej kolejności decydowała końcowa tabela.

## Primera División

### Końcowa tabela sezonu 1902
| Poz | Klub                        | Mecze | Zw | Rem | Por | Pkt | BrZd | BrStr |
| --- | --------------------------- | ----- | -- | --- | --- | --- | ---- | ----- |
| 1   | Club Nacional de Football   | 10    | 10 | 0   | 0   | 20  | 40   | 5     |
| 2   | CURCC Montevideo            | 10    | 8  | 0   | 2   | 16  | 34   | 7     |
| 3   | Deutscher Montevideo        | 10    | 4  | 1   | 5   | 9   | 18   | 29    |
| 4   | Uruguay Athletic Montevideo | 10    | 3  | 0   | 7   | 6   | 6    | 22    |
| 5   | Albion Montevideo           | 10    | 2  | 1   | 7   | 5   | 9    | 21    |
| 6   | Triunfo Montevideo          | 10    | 2  | 0   | 8   | 4   | 8    | 31    |